# Acanthascus asper
Acanthascus asper är en svampdjursart som beskrevs av Schulze 1899. Acanthascus asper ingår i släktet Acanthascus och familjen Rossellidae. Inga underarter finns listade i Catalogue of Life.